# اوتار-یلگا
اوتار-یلگا (انگلیسی: Utar-Yelga) یک شهرک در شهرستان تاتیشلینسکی استان باشقیرستان کشور روسیه است.